# Ніджіро Муракамі
Ніджіро Муракамі (村上 虹郎, Murakami Nijirō, нар. 17 березня 1997) — японський актор і актор озвучування. Він найбільш відомий своєю роллю Кайто в романтичному фільмі 2014 року «Still the Water», який був обраний для змагання за «Золоту пальмову гілку» на Каннському кінофестивалі 2014 року. Роль Муракамі у фільмі «Last of the Wolves» (2021) отримала схвалення критиків і принесла йому номінацію на 45-у премію Японської кіноакадемії як «Найкращий актор другого плану». Він також отримав міжнародне визнання за роль Шунтаро Чішії в драмі про виживання Netflix's «Аліса в Прикордонні» (2020–2022).

## Раннє життя та кар'єра
Муракамі народився 17 березня 1997 року в Токіо, Японія.  Він єдиний син актора Джуна Муракамі та співачки Уа .  Його батьки розлучилися, коли йому було дев'ять років, і він ріс з матір'ю, вітчимом і трьома молодшими зведеними братами і сестрами.  Ще відвідуючи підготовчу школу, він разом із родиною переїхав на Окінаву . Муракамі також кілька років навчався в Монреалі, Канада. 
Він дебютував у 2014 році, зігравши головну роль Кайто у відзначеному нагородами фільмі «Still the Water», за який він отримав нагороду за найкращого новачка на 29-му кінофестивалі Такасакі.  У 2015 році він дебютував у телесеріалі Tenshi no Naifu .  Пізніше того ж року він знявся в екранізації аніме -серіалу«Анохана: Квітка, яку ми бачили того дня»   а також у фільмі «Wasurenai to Chikatta Boku ga Ita» .
Як актор озвучування, він найбільш відомий тим, що озвучив Хіро Шісігамі в аніме-адаптації серіалу манги «Інуяшікі» .

## Фільмографія

### Фільми
| Рік  | Українська назва                                  | Оригінальна назва                                 | Роль                |
| ---- | ------------------------------------------------- | ------------------------------------------------- | ------------------- |
| 2014 | Все ще вода                                       | Still the Water                                   | Кайто               |
| 2014 | Страшна воля богів                                | As the Gods Will                                  | Йосікава Харухіко   |
| 2015 | Не забувай мене                                   | Forget Me Not                                     | Такаші Хаяма        |
| 2015 | Сайонара(прощавай)                                | Sayonara                                          | Ямашіта             |
| 2016 | Зламані діти                                      | Destruction Babies                                | Шота Ашіхара        |
| 2016 | Літо світлячків                                   | The Firefly Summers                               | Кіміхіде            |
| 2016 | Куроі Бодо                                        | Kuroi Bōdō                                        |                     |
| 2017 | Бойова пісня                                      | Mukoku                                            | Тору Ханеда         |
| 2017 | Друге літо, коли більше ніколи не побачимось      | Second Summer, Never See You Again                | Сатоші Шинохара     |
| 2017 | Чудеса універмагу Намія                           | Miracles of the Namiya General Store              | Шота Кобаясі        |
| 2017 | Цвітіння сакури                                   | Harunareya                                        | Мікіо Нісімура      |
| 2017 | Емі сказала                                       | Amy Said                                          | Шуня Хасебе         |
| 2018 | Острів собак                                      | Isle of Dogs                                      | Хіроші(голос)       |
| 2018 | Затока Ханалей                                    | Hanalei Bay                                       | Такахаші            |
| 2018 | Пістолет                                          | The Gun                                           | Тору Нісікава       |
| 2019 | Насильство                                        | Chiwawa                                           | Нагай               |
| 2019 | Вони кажуть, що нічого не залишається як раніше   | They Say Nothing Stays the Same                   | Гензо               |
| 2019 | Земля обітована                                   | The Promised Land                                 | Хіро Ногамі         |
| 2019 | Я була таємничою сукою                            | I Was a Secret Bitch                              | Акіра Кодзіма       |
| 2020 | Сасакі в моїх думках                              | Sasaki in My Mind                                 | Судо                |
| 2020 | Вечірка                                           | Soirée                                            | Шота Івамацу        |
| 2021 | Останній з вовків                                 | Last of the Wolves                                | Кота "Чінта" Чикада |
| 2021 | Барагакі: незламний самурай                       | Baragaki: Unbroken Samurai                        | Окада Ізо           |
| 2021 | Руруні Кеншин: Початок                            | Rurouni Kenshin: The Beginning                    | Окіта Содзі         |
| 2021 | Самозванці                                        | Pretenders                                        | Секай               |
| 2022 | Шерлок:Собака Баскервілів                         | The Hound of the Baskervilles: Sherlock the Movie | Сенрі Хасукабе      |
| 2023 | Токійські месники 2: Кривавий Хелловін, частина 1 | Tokyo Revengers 2: Bloody Halloween Part 1        | Казутора Ханемія    |
| 2023 | Токійські месники 2: Кривавий Хелловін, частина 2 | Tokyo Revengers 2: Bloody Halloween Part 2        | Казутора Ханемія    |
| 2023 | Безсердечний                                      | Heartless                                         | Арагакі             |
| 2023 | Кайрі                                             | Kyrie                                             | Фукін               |
| 2024 | Майстер Інь Ян Нуль                               | The Yin Yang Master Zero                          | Тачібана но Ясуї    |

### Телебачення
| Рік       | Українська назва                        | Оригінальна назва                   | Роль                   |
| --------- | --------------------------------------- | ----------------------------------- | ---------------------- |
| 2015      | Ангельський ніж                         | Tenshi no Naifu                     | Джун Маруяма           |
| 2015      | Анохана: Квітка, яку ми бачили того дня | Anohana: The Flower We Saw That Day | Джінта «Дзінтан» Ядомі |
| 2016      | Три красиві брехні                      | Utsukushiki Mittsu no Uso           | Шого Тачики            |
| 2016      | Сібуя Рей-чоме                          | Shibuya Rei-chōme                   | Огіто                  |
| 2016      | Ботанічний світ Верандара 3             | Botanical Life of Verandar 3        | Кеніічі Хірагі         |
| 2016      | Латунні мрії                            | Brass Dreams                        | Хірото Аосіма          |
| 2016      | Холодний випадок: Синдзіцу но Тобіра    | Cold Case: Shinjitsu no Tobira      | Рьо Догучі             |
| 2017      | Dead Stock                              | Dead Stock                          | Ріку Цунета            |
| 2017      | Інуяшікі                                | Inuyashiki                          | Хіро Шишігамі          |
| 2018      | Чорна компанія                          | The Black Company                   | Рюїчі Курата           |
| 2018      | У цьому куточку світу                   | In This Corner of the World         | Тецу Мізухара          |
| 2019      | Нещасні: Оварі та Кітабіджі             | Les Misérables: Owari na Kitabiji   | Такумі Ватанабе        |
| 2020      | Мобільна слідчооперативна група 404     | MIU 404                             | Йосітака Косака        |
| 2020–2022 | Аліса в Прикордонні                     | Alice in Borderland                 | Шунтаро Чішія          |
| 2021      | Затамуй подих                           | Iki wo Hisomete                     | Сінпей Міясіта         |
| 2021–22   | Приходьте всі                           | Come Come Everybody                 | Ісаму Кідзіма          |
| 2022      | 10 балів на майбутнє                    | 10 Count to the Future              | Момосуке Сайджо        |
| 2022      | Заборонена магія                        | The Forbidden Magic                 | Сінго Кошіба           |

## Нагороди та номінації
| Award                             | Year | Category                          | Nominated Work(s)                                 | Result    |
| --------------------------------- | ---- | --------------------------------- | ------------------------------------------------- | --------- |
| Japan Academy Film Prize          | 2018 | Найкращий актор другого плану     | Mukoku                                            | Номінація |
| Japan Academy Film Prize          | 2022 | Найкращий актор другого плану     | Last of the Wolves                                | Номінація |
| Kinema Junpo Awards               | 2017 | Найкращий новий актор             | Destruction Babies                                | Перемога  |
| Mainichi Film Awards              | 2022 | Найкращий актор другого плану     | Last of the Wolves                                | Номінація |
| TAMA Film Awards                  | 2016 | Найкращий новий актор             | Destruction Babies, Sayonara, The Firefly Summers | Перемога  |
| TAMA Film Awards                  | 2016 | Спеціальна нагорода (як ансамбль) | Destruction Babies                                | Перемога  |
| Takasaki Film Festival            | 2015 | Найкращий новий актор             | Still the Water                                   | Перемога  |
| Tokyo International Film Festival | 2018 | Gemstone Award                    | The Gun                                           | Перемога  |
| Yokohama Film Festival            | 2017 | Найкращий новачок                 | Destruction Babies                                | Перемога  |

## Зовнішні посилання
- Official website
- Ніджіро Муракамі на сайті IMDb (англ.)